# Monako na Letnich Igrzyskach Olimpijskich 1968
Monako na Letnich Igrzyskach Olimpijskich 1968 w Meksyku reprezentowało dwóch zawodników. Obaj startowali w konkurencjach strzeleckich. Nie zdobyli żadnego medalu.
Był to dziewiąty start reprezentacji Monako na letnich igrzyskach olimpijskich.

## Strzelectwo
Mężczyźni
| Konkurencja                      | Zawodnik          | Finał       | Finał   |
| Konkurencja                      | Zawodnik          | Wynik       | Miejsce |
| -------------------------------- | ----------------- | ----------- | ------- |
| Karabin małokalibrowy leżąc 50 m | Joe Barral        | 577 punktów | 83.     |
| Karabin małokalibrowy leżąc 50 m | Gilbert Scorsolio | 573 punkty  | 85.     |